# Berchtold von Kremsmünster
Berchtold von Kremsmünster (* vor 1270; † 1326 oder später), auch Bernardus Noricus genannt, war ein Geschichtsschreiber und Chronist. 
Die Bezeichnung Bernardus Noricus geht auf Johannes Aventinus zurück. Erst die jüngere Forschung hat den als Schreiber bezeugten Berchtold als möglichen Verfasser in Betracht gezogen. Er trat in den 80er Jahren des 13. Jahrhunderts in das Kloster Kremsmünster ein. Er wurde 1290 Diakon und ist seit 1292 im Scriptorium des Klosters nachweisbar. Im Jahr 1300 wurde er zum Priester geweiht. Einige Zeit war er als Scholasticus tätig. 1319 reiste er nach Avignon. Er starb an einem 2. Februar, vermutlich 1326.
Berchtold erstellte ein Urbar, dichtete ein Reimoffizium und war als Kustos der Stiftskirche von Kremsmünster tätig. Seine Bedeutung liegt aber vor allem in seiner Tätigkeit als Historiker. Er verfasste die „Historia Cremifanensis“ und die „Narratio de ecclesia Cremsmunstrensi“, welche zu den „Geschichtsquellen von Kremsmünster“ zählen. Die „Historia Cremifanensis“ umfasst die Geschichte Kremsmünsters von der Gründung bis zu Abt Friedrich von Aich. Die „Narratio de ecclesia Cremsmunstrensi“ behandelt in einem ersten Abschnitt die Gründung des Klosters, in einem zweiten den Niedergang und die Gegenwart. In vielen anderen Büchern finden sich Notizen, Glossen, Querverweise, Ergänzungen, aber auch längere Texte von seiner Hand. Zu seiner Zeit umfasste die Bibliothek von Kremsmünster etwa 400 Werke.